# Leistungsträger (Sozialrecht)
Als Leistungsträger bezeichnet man im deutschen Sozialrecht die Körperschaften, Anstalten und Behörden, die für die Erbringung von Sozialleistungen zuständig sind (§ 12 Satz 1 SGB I).

## Allgemeines
Behörde im Sinne des § 1 Abs. 2 SGB X ist jede Stelle, die Aufgaben der öffentlichen Verwaltung wahrnimmt. Zu den Behörden gehören beispielsweise die Sozialämter, zu den Körperschaften die Krankenkassen, zu den Anstalten die Bundesagentur für Arbeit. Ihnen allen obliegt gemäß § 13 SGB I eine Aufklärungspflicht der Bürger, die nach § 14 SGB I einen Rechtsanspruch auf Beratung besitzen, wobei die Leistungsträger ihre Auskunftspflicht wahrnehmen müssen (§ 15 SGB I).

## Zuständigkeit
Die Zuständigkeit der verschiedenen Leistungsträger ist in § 12 Satz 1 in Verbindung mit §§ 18 bis 29 SGB I nach Sachgebieten geregelt:
- Ausbildungsförderung (§ 18 Abs. 2 SGB I): Zuständig sind die Ämter und die Landesämter für Ausbildungsförderung.
- Arbeitsförderung (§ 19 Abs. 2 SGB I): die Agenturen für Arbeit.
- Grundsicherung für Arbeitsuchende (§ 20 Abs. 2 SGB I): die Agenturen für Arbeit.
- Gesetzliche Krankenversicherung (§ 21 Abs. 2 SGB I): die Orts-, Betriebs- und Innungskrankenkassen, die Sozialversicherung für Landwirtschaft, Forsten und Gartenbau als landwirtschaftliche Krankenkasse, die Deutsche Rentenversicherung Knappschaft-Bahn-See und die Ersatzkassen.
- Pflegeversicherung (§ 21a Abs. 2 SGB I): die bei den Krankenkassen errichteten Pflegekassen.
- Schwangerschaftsabbruch (§ 21b Abs. 2 SGB I): die Orts-, Betriebs- und Innungskrankenkassen, die Sozialversicherung für Landwirtschaft, Forsten und Gartenbau als landwirtschaftliche Krankenkasse, die Deutsche Rentenversicherung Knappschaft-Bahn-See und die Ersatzkassen.
- Gesetzliche Unfallversicherung (§ 22 Abs. 2 SGB I): die gewerblichen Berufsgenossenschaften, die Sozialversicherung für Landwirtschaft, Forsten und Gartenbau als landwirtschaftliche Berufsgenossenschaft, die Gemeindeunfallversicherungsverbände, die Feuerwehr-Unfallkassen, die Unfallkassen der Länder und Gemeinden, die gemeinsamen Unfallkassen für den Landes- und kommunalen Bereich und die Unfallversicherung Bund und Bahn.
- Gesetzliche Rentenversicherung (§ 23 Abs. 2 SGB I): die Regionalträger[1] der Deutschen Rentenversicherung, die Deutsche Rentenversicherung Bund, die Deutsche Rentenversicherung Knappschaft-Bahn-See und die Sozialversicherung für Landwirtschaft, Forsten und Gartenbau.
- Gesundheitsschäden (§ 24 Abs. 2 SGB I): die Versorgungsämter.
- Kindergeld, Kinderzuschlag, Leistungen für Bildung und Teilhabe, Elterngeld und Betreuungsgeld (§ 25 Abs. 2 SGB I): die Bundesagentur für Arbeit.
- Wohngeld (§ 26 Abs. 2 SGB I): Wohngeldbehörden.
- Kinder- und Jugendhilfe (§ 27 Abs. 2 SGB I): die Städte und Gemeinden.
- Sozialhilfe (§ 28 Abs. 2 SGB I): die Sozialämter.
- Eingliederungshilfe (§ 28a Abs. 2 SGB I): die örtlichen und überörtlichen Träger der Eingliederungshilfe werden durch Landesrecht bestimmt (möglich: Bundesland, Stadt, Gemeinde, Landkreis, Bezirk, Landeswohlfahrtsverband, Landschaftsverband[2])

Die Abgrenzung ihrer Zuständigkeit im Einzelfall ergibt sich aus den besonderen Teilen des Sozialgesetzbuchs (§ 12 Satz 2 SGB I).
Die Aufgaben der Leistungsträger sind jeweils in Abs. 1 der §§ 18 bis 29 SGB I geregelt. So etwa können bei der Ausbildungsförderung Zuschüsse und Darlehen für den Lebensunterhalt und die Ausbildung in Anspruch genommen werden (§ 18 Abs. 1 SGB I).

## Sozialversicherungsträger
Die Sozialversicherungsträger sind diejenigen Leistungsträger, die Leistungen der Sozialversicherung erbringen.

## Antragsprinzip
Aus den sozialen Rechten können Ansprüche durch die Bürger gemäß § 2 Abs. 1 SGB I nur insoweit geltend gemacht oder hergeleitet werden, als deren Voraussetzungen und Inhalt durch die Vorschriften im Einzelnen bestimmt sind. Wer Sozialleistungen erhalten will, muss einen Antrag auf Sozialleistungen beim zuständigen Leistungsträger stellen (§ 16 Abs. 1 SGB I). Anträge werden aber auch von allen anderen Leistungsträgern, von allen Gemeinden und bei Personen, die im Ausland wohnen, auch von den amtlichen Vertretungen der Bundesrepublik im Ausland entgegengenommen. Anträge an einen nicht zuständigen Leistungsträger müssen von diesem unverzüglich an den zuständigen Leistungsträger weitergeleitet werden (§ 16 Abs. 2 SGB I).